# Едгар (опера)
Едгар (Edgar), опера, dramma lirico у три чина Ђакома Пучинија

## Либрето
Фердинандо Фонтана (Ferdinando Fontana) према драми у стиховима „Пехар и усне” (Le coupe et les lèvres) Алфреда де Мизета (Alfred de Musset).

## Праизведба
- прва верзија у четири чина - 21. април 1889, Милано у Teatro alla Scala.
- друга верзија у три чина - 28. јануар 1892, Ферара у Teatro Comunale.

## Ликови и улоге
| Едгар (Edgar)         |            | тенор      |
| Фиделија (Fidelia)    |            | сопран     |
| Франк (Frank)         | њен брат   | баритон    |
| Гуалтерио (Gualterio) | њихов отац | бас        |
| Тиграна (Tigrana)     |            | мецосопран |

сељаци, пастири, жене, старци, деца, војници, слуге, монаси, грађани (хор)

## Место и време
Фландрија, 1302. године